# Liste der Mitglieder des liechtensteinischen Landtags (Feb 1993)
Diese Liste führt die Mitglieder des Landtags des Fürstentums Liechtenstein auf, der aus den Wahlen vom 7. Februar 1993 hervorging. Diese Wahl war die erste des Jahres 1993. Nur wenige Wochen nach dieser Wahl wurde der amtierende Regierungschef Markus Büchel von seiner Partei, der Fortschrittlichen Bürgerpartei, zum sofortigen Rücktritt aufgefordert, da er für einen Verwaltungsposten den Kandidaten der Opposition unterstützt hatte. Obwohl Büchel sich mit dem Argument verteidigt hatte, dass er als Regierungschef nicht nur seine Partei repräsentieren müsse, wurde er seines Amtes erhoben. Der Landtag wurde aufgelöst und im Oktober desselben Jahres wurden Neuwahlen angesetzt.

## Zusammensetzung
Von 13'999 Wahlberechtigten nahmen 12'255 Personen an der Wahl teil (87,5 %). Von diesen waren 12'092 Stimmen gültig. Die Stimmen und Mandate verteilten sich in den beiden Wahlkreisen – Oberland und Unterland – wie folgt:
| Partei                              | Stimmen  | Stimmen   | Stimmen   | Stimmen       | Sitze    | Sitze     | Sitze     |
| ----------------------------------- | -------- | --------- | --------- | ------------- | -------- | --------- | --------- |
| Partei                              | Oberland | Unterland | insgesamt | Stimmenanteil | Oberland | Unterland | insgesamt |
| Fortschrittliche Bürgerpartei (FBP) | 50'992   | 20'217    | 71'209    | 44,19 %       | 7        | 5         | 12        |
| Vaterländische Union (VU)           | 56'511   | 16'706    | 73'217    | 45,34 %       | 7        | 4         | 11        |
| Freie Liste (FL)                    | 13'187   | 3'537     | 16'724    | 10,39 %       | 1        | 1         | 2         |

## Liste der Mitglieder
| Name               | Fraktion | Wahlkreis | Stimmen | Bemerkung             |
| ------------------ | -------- | --------- | ------- | --------------------- |
| Alois Beck         | FBP      |           |         |                       |
| Manfred Biedermann | VU       |           |         |                       |
| Josef Büchel       | FBP      |           |         |                       |
| Thomas Büchel      | FBP      |           |         |                       |
| Norbert Bürzle     | VU       |           |         |                       |
| Egon Gstöhl        | VU       |           |         |                       |
| Walter Hartmann    | VU       |           |         |                       |
| Otmar Hasler       | FBP      |           |         |                       |
| Lorenz Heeb        | VU       |           |         |                       |
| Xaver Hoch         | FBP      |           |         |                       |
| Carl Kaiser        | FBP      |           |         |                       |
| Paul Kindle        | VU       |           |         | Landtagsvizepräsident |
| Oswald Kranz       | VU       |           |         |                       |
| Gabriel Marxer     | FBP      |           |         |                       |
| Wolfgang Marxer    | FL       |           |         |                       |
| Guido Meier        | FBP      |           |         |                       |
| Karlheinz Ospelt   | VU       |           |         |                       |
| Werner Ospelt      | FBP      |           |         |                       |
| Volker Rheinberger | VU       |           |         |                       |
| Paul Vogt          | FL       |           |         |                       |
| Dieter Walch       | FBP      |           |         |                       |
| Ernst Walch        | FBP      |           |         | Landtagspräsident     |
| Renate Wohlwend    | FBP      |           |         |                       |
| Peter Wolff        | VU       |           |         |                       |

## Liste der Stellvertreter
| Name               | Fraktion | Wahlkreis | Stimmen |
| ------------------ | -------- | --------- | ------- |
| Christian Brunhart | FBP      |           |         |
| Kuno Frick         | VU       |           |         |
| Franz Hoop         | FBP      |           |         |
| Walter Oehry       | VU       |           |         |
| Bruno Risch        | FBP      |           |         |
| Walter Schädler    | VU       |           |         |